# Abyssochrysoidea
Abyssochrysoidea is een superfamilie van weekdieren uit de klasse van de Gastropoda (slakken).

## Taxonomie
De volgende taxa zijn in de superfamilie ingedeeld:
- Familie Abyssochrysidae Tomlin, 1927[1]
- Familie Provannidae Warén & Ponder, 1991[2]
- Familie  † Hokkaidoconchidae Kaim, Jenkins & Warén, 2008[3]
- Geslacht Rubyspira Johnson, Warén, Lee, Kano, Kaim, Davis, Strong & Vrijenhoek, 2010[4]